# Маріє Боузкова
Маріє Боузкова (чам. Marie Bouzková) — чеська тенісистка, чемпіонка США 2014 року серед дівчат. 

## Фінали турнірів WTA

### Одиночний розряд: 8 (2 титули)
| Легенда                      |
| ---------------------------- |
| Турніри Великого шлему (0–0) |
| Турніри WTA 1000 (0–0)       |
| Турніри WTA 500 (0–1)        |
| Турніри WTA 250 (2–5)        |

| Фінали за покриттям |
| ------------------- |
| Тверде (2–5)        |
| Ґрунт (0–1)         |
| Трава (0–0)         |

| Фінали за типом корту |
| --------------------- |
| Відкритий корт (2–6)  |
| Закритий корт (0–0)   |

| Результат | В-П | Дата     | Турнір                                         | Категорія     | Покриття | Опонент            | Рахунок                 |
| --------- | --- | -------- | ---------------------------------------------- | ------------- | -------- | ------------------ | ----------------------- |
| Поразка   | 0–1 | Бер 2020 | Monterrey Open, Мексика                        | International | Тверде   | Еліна Світоліна    | 5–7, 6–4, 4–6           |
| Поразка   | 0–2 | Лют 2021 | Phillip Island Trophy, Австралія               | WTA 250       | Тверде   | Дарія Касаткіна    | 6–4, 2–6, 2–6           |
| Поразка   | 0–3 | Лют 2022 | Abierto Zapopan, Мексика                       | WTA 250       | Тверде   | Слоун Стівенс      | 5–7, 6–1, 2–6           |
| Перемога  | 1–3 | Лип 2022 | WTA Prague Open, Чехія                         | WTA 250       | Тверде   | Анастасія Потапова | 6–0, 6–3                |
| Поразка   | 1–4 | Жов 2023 | Jiangxi International Women's Tennis Open, КНР | WTA 250       | Тверде   | Катержина Сінякова | 6–1, 6–7(5–7), 6–7(4–7) |
| Поразка   | 1–5 | Кві 2024 | Copa Colsanitas Santander, Колумбія            | WTA 250       | Ґрунт    | Каміла Осоріо      | 3–6, 6–7(5–7)           |
| Поразка   | 1–6 | Сер 2024 | Washington Open, США                           | WTA 500       | Тверде   | Паула Бадоса       | 1–6, 6–4, 4–6           |
| Перемога  | 2–6 | Лип 2025 | WTA Prague Open, Чехія                         | WTA 250       | Тверде   | Лінда Носкова      | 2–6, 6–1, 6–3           |

### Парний розряд: 9 (6 титулів)
| Легенда          |
| ---------------- |
| Grand Slam (0–0) |
| WTA 1000 (1–0)   |
| WTA 500 (0–1)    |
| WTA 250 (5–2)    |

| Фінали за покриттям |
| ------------------- |
| Тверде (3–2)        |
| Ґрунт (1–1)         |
| Трава (2–0)         |

| Фінали за типом корту |
| --------------------- |
| Відкритий корт (6–3)  |
| Закритий корт (0–0)   |

| Результат | В-П | Дата     | Турнір                                                 | Категорія     | Покриття      | Партнер             | Опоненти                           | Рахунок               |
| --------- | --- | -------- | ------------------------------------------------------ | ------------- | ------------- | ------------------- | ---------------------------------- | --------------------- |
| Поразка   | 0–1 | Сер 2020 | Lexington Challenger, США                              | International | Тверде        | Джил Тайхманн       | Гейлі Картер Луїза Стефані         | 1–6, 5–7              |
| Поразка   | 0–2 | Кві 2021 | Charleston Open, США                                   | WTA 500       | Ґрунт (green) | Луціє Градецька     | Ніколь Меліхар Демі Схюрс          | 2–6, 4–6              |
| Перемога  | 1–2 | Чер 2021 | Birmingham Classic, Велика Британія                    | WTA 250       | Трава         | Луціє Градецька     | Унс Джабір Еллен Перес             | 6–4, 2–6, [10–8]      |
| Перемога  | 2–2 | Лип 2021 | WTA Prague Open, Чехія                                 | WTA 250       | Тверде        | Луціє Градецька     | Вікторія Грунчакова Ніна Стоянович | 7–6(7–3), 6–4         |
| Перемога  | 3–2 | Кві 2022 | Istanbul Cup, Туреччина                                | WTA 250       | Ґрунт         | Сара Соррібес Тормо | Натела Дзаламідзе Камілла Рахімова | 6–3, 6–4              |
| Перемога  | 4–2 | Жов 2023 | China Open, КНР                                        | WTA 1000      | Тверде        | Сара Соррібес Тормо | Чжань Хаоцін Джуліана Ольмос       | 3–6, 6–0, [10–4]      |
| Перемога  | 5–2 | Жов 2023 | Hansol Korea Open Tennis Championships, Південна Корея | WTA 250       | Тверде        | Бетані Маттек-Сендс | Луксіка Кумхум Пеангтарн Пліпич    | 6–2, 6–1              |
| Поразка   | 5–3 | Січ 2024 | WTA Auckland Open, Нова Зеландія                       | WTA 250       | Тверде        | Бетані Маттек-Сендс | Анна Даніліна Вікторія Грунчакова  | 3–6, 7–6(7–5), [8–10] |
| Перемога  | 6–3 | Чер 2025 | Eastbourne Open, Велика Британія                       | WTA 250       | Трава         | Анна Даніліна       | Сє Шувей Мая Джойнт                | 6–4, 7–5              |

1. ↑  The Турніри WTA International were reclassified as Турніри WTA 250 in 2021.

## Фінали турнірів WTA Challenger

### Одиночний розряд: 1 фінал
| Результат | Дата     | Турнір                   | Поверхня | Супротивнця          | Рахунок  |
| --------- | -------- | ------------------------ | -------- | -------------------- | -------- |
| Поразка   | Бер 2019 | Abierto Zapopan, Мексика | Хард     | Вероніка Кудерметова | 2–6, 0–6 |

## Юніорські фінали

### Турніри Великого шолома

#### Дівчата, одиночний розряд: 1 титул
| Результат | Рік  | Турнір  | Поверхня | Супротивниця      | Рахунок       |
| --------- | ---- | ------- | -------- | ----------------- | ------------- |
| Перемога  | 2014 | US Open | Хард     | Ангеліна Калініна | 6–4, 7–6(7–5) |

#### Дівчата, пари: 1 фінал
| Результат | Рік  | Турнір               | Поверхня | Партнер       | Супротивники       | Рахунок       |
| --------- | ---- | -------------------- | -------- | ------------- | ------------------ | ------------- |
| Поразка   | 2014 | Вімблдонський турнір | Трава    | Гальфі Дальма | Тамі Гренде Є Цююй | 2–6, 6–7(5–7) |